# 蘇斯克斯縣

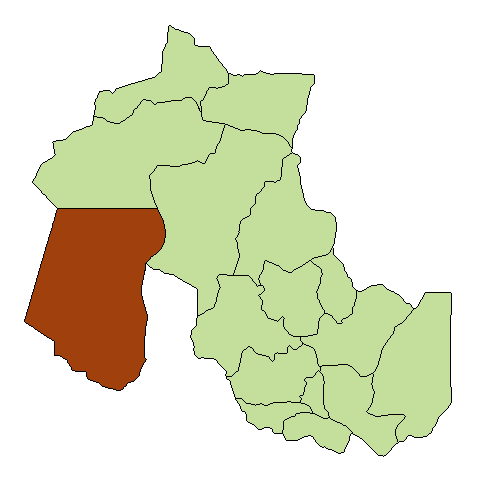

23°23′48″S 66°21′59″W / 23.39667°S 66.36639°W
蘇斯克斯縣（西班牙語：Departamento de Susques），是阿根廷的縣份，位於該國西北部胡胡伊省，首府設於蘇斯克斯，面積9,199平方公里，2010年人口3,791，該地區的地震活動頻繁和低強度，人口密度每平方公里0.41人。